# Валбруна (Удине)
Валбруна је насеље у Италији у округу Удине, региону Фурланија-Јулијска крајина.
Према процени из 2011. у насељу је живело 188 становника. Насеље се налази на надморској висини од 816 м.